# Juarros de Voltoya
Juarros de Voltoya es un pueblo y municipio de la provincia de Segovia en el territorio de la campiña segoviana. Dista 39 kilómetros de Segovia. Su superficie es de 21,63 km². Está atravesado por el río Voltoya.

## Geografía
Al término municipal de Juarros de Voltoya le divide en dos el río Voltoya, cuyo núcleo de población se instala en la margen derecha del mismo, donde a su vez se localiza una de las balsas que conforma este cauce en la zona, acogedores parajes acuáticos donde encuentran refugio un buen número de aves. Su nombre histórico era el de Xuharros de Boltoya, palabra derivada del fitónimo eusquérico zuhar (olmo), y que hace referencia a una olmeda próxima al mencionado río.Juarros se repite en una serie relativamente amplia de topónimos castellanos, entre los que podemos citar Juarros de Riomoros (Segovia), Juarros (Salamanca), Ibeas de Juarros (Burgos), San Millán de Juarros (Burgos), Brieva de Juarros (Burgos), Piedrahíta de Juarros (Burgos), Cuzcurrita de Juarros (Burgos).
Está junto a la ribera del río Voltoya, amansado por el embalse construido en la zona, descansa Juarros, un pueblo de la campiña segoviana, donde el creciente valor del agua y sus recursos han ido moldeando la forma de vida de sus habitantes. Además de las actividades extractivas, las de ocio y recreo, y las medioambientales hacen de esta localidad una de las más bonitas de la provincia, que además ha hecho romper el riesgo de desaparición como municipio que tuvo durante los muchos años en que no superó el centenar de habitantes.

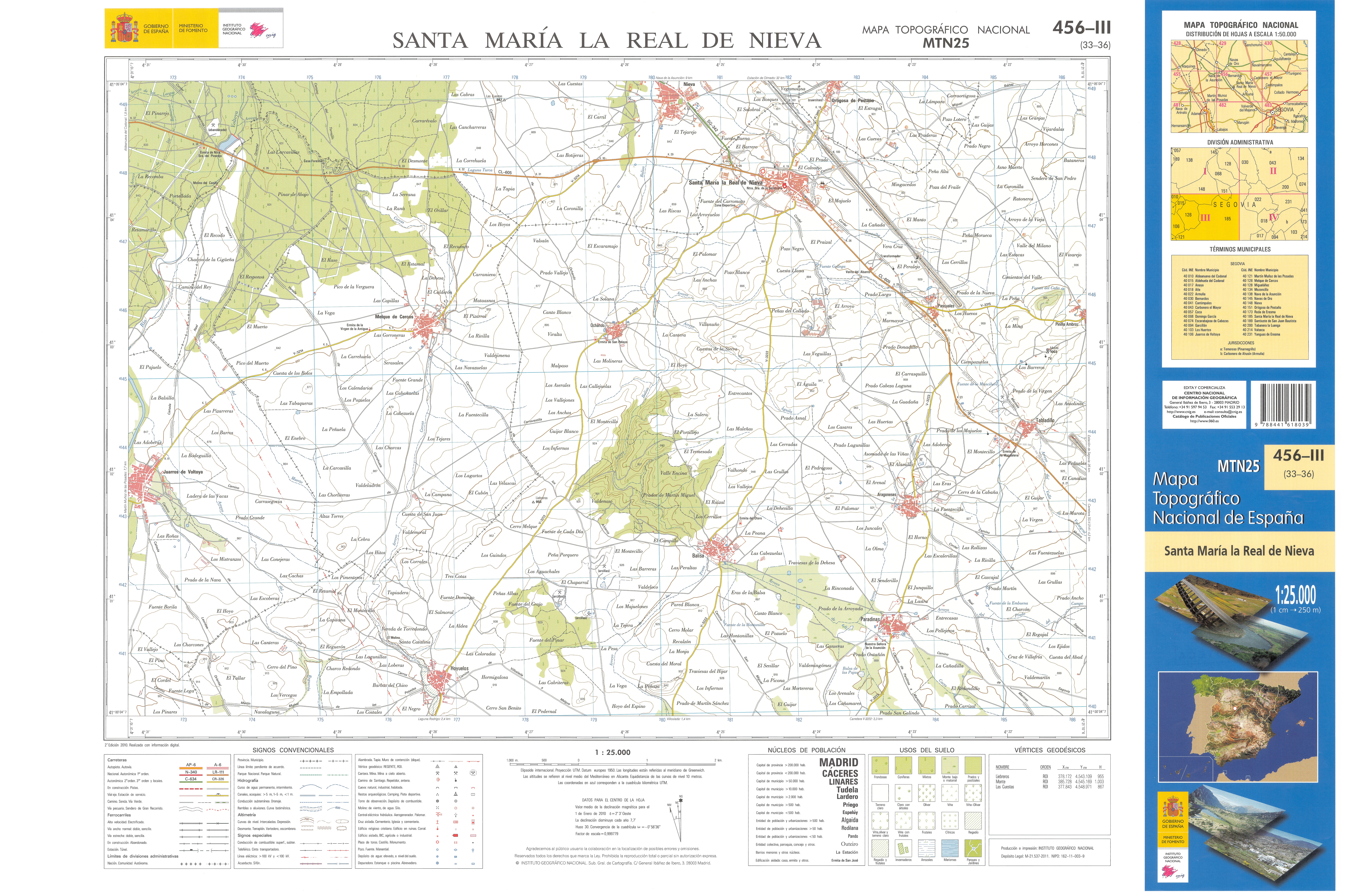
Fragmento de la hoja 456 del Mapa Topográfico Nacional de España de 2010 en el que se representa parte de Juarros de Voltoya

| Noroeste: Aldehuela del Codonal       | Norte: Aldeanueva del Codonal, Nieva | Noreste: Melque de Cercos             |
| Oeste: Aldehuela del Codonal, Segovia |                                      | Este: Melque de Cercos                |
| Suroeste: Martín Muñoz de las Posadas | Sur: Martín Muñoz de las Posadas     | Sureste: Santa María la Real de Nieva |

## Historia
Englobada en el Sexmo de la Trinidad de la Comunidad de ciudad y tierra de Segovia.
Este pueblo existe como tal desde el año 1247 y pertenecía al Arcedianato de Segovia con el nombre de «Xuarros de Boltoya». Siglos más tarde dependió de la abadía de Párraces (Bercial), a la que pagaba tributos. Esta abadía tenía más poder que el monasterio de El Escorial y la mayoría de las tierras de esta comarca eran de su propiedad.

## Geografía humana

### Demografía
Cuenta con una población de 184 habitantes (INE 2024).
| Gráfica de evolución demográfica de Juarros de Voltoya entre 1842 y 2021                                              |
| |
| Población de derecho según los censos de población del INE. Población de hecho según los censos de población del INE. |

| 309           | 290 | 272 | 274 | 274 | 276 | 250 | 250 | 235 | 208 | 197 | 193 |
| (Fuente: INE) |     |     |     |     |     |     |     |     |     |     |     |

### Economía
- Agricultura
- Industria
- Sector servicios: Cuenta con dos casas rurales , una tienda y una piscina.

## Administración y política
| Periodo   | Nombre                         | Partido   |
| --------- | ------------------------------ | --------- |
| 1979-1983 | Eustorgio Galindo Martín       | UCD       |
| 1983-1987 | Benjamín Cuesta Jorge          | AP-PDP-UL |
| 1987-1991 | Marcos Aguado Heredero         | UC-CDS    |
| 1991-1995 | Félix Renedo González          | PP        |
| 1995-1999 | Félix Renedo González          | PP        |
| 1999-2003 | Félix Renedo González          | PP        |
| 2003-2007 | Félix Renedo González          | PP        |
| 2007-2011 | Gregorio Felipe Serrano        | PSOE      |
| 2011-2015 | Benjamín Cuesta Jorge          | PP        |
| 2015-2019 | Miguel Ángel Marugán Fernández | PP        |
| 2019-2023 | Mª Montserrat García Faraldos  | PP        |
| 2023-act. | Félix Renedo de Pablos         | PP        |

## Monumentos y lugares de interés
- Iglesia parroquial de Nuestra Señora de la Asunción: es un edificio moderno pues el antiguo se vino a la ruina y hoy su espacio lo ocupa el cementerio. Dentro del templo destacan varias imágenes entre ellas la de la patrona entronizada en la cabecera del templo sin retablo y otra de un buen crucificado, situado en uno de los costados.
- Embalse del río Voltoya, donde se pueden avistar un buen número de aves, como por ejemplo, ánade real, garza común, garcillas, focha común, cigüeñas o, en invierno, cormoranes. Existe un sendero señalizado junto a la chopera que rodea el azud, donde también anida diferentes tipos de pájaros.

## Cultura

### Fiestas
- Santa Águeda - 5 de febrero.
- San Isidro - 15 de mayo.
- San Antonio de Padua - 13 de junio.
- Nuestra Señora de la Asunción - 15 de agosto / Son las fiestas veraniegas en la que durante varios días hay orquestas, conciertos y mucho ambiente por el pueblo con las peñas disfrutando al máximo.
- Día de los Santos Inocentes - 28 de diciembre. Esta fiesta costumbrista se remonta a la Edad Media recogiendo el testigo de un pueblo cercano, Melque de Cercos. Es una fiesta de «mozos» (jóvenes hasta 30 años, no casados), y estos son quienes la organizan y pagan. Los mozos eligen «justicia» (el alcalde, el alguacil, el teniente y cuatro de justicia, más el "perrero" que es alcalde del año anterior. Esta "justicia", durante las fiestas, viene a sustituir al gobierno de la Corporación, y cada elegido, elige a su vez a una chica para "poner el baile". Todos habrán de ir vestidos con capa y sombrero español, salvo el «Perrero» que tiene una vestimenta muy particular y el alcalde con el bastón de mando.

También se realiza una concentración motera en febrero o marzo.